# Finanziere (grado militare)
Il finanziere semplice è il primo grado degli appartenenti al ruolo "appuntati e finanzieri" della Guardia di Finanza ed è posto sotto il finanziere scelto. 
Si noti che il grado di finanziere, al pari di quelli di agente di polizia e di carabiniere, pur condividendo l'insegna con i gradi base delle altre forze armate italiane (livello NATO OR-1), corrisponde in realtà al grado base in SPE nelle altre FF.AA. (livello NATO OR-4), vale a dire primo caporale maggiore per l'Esercito, sottocapo di terza classe per la Marina Militare Italiana e aviere capo per l'Aeronautica Militare. 
Il finanziere riveste le qualifiche di agente di polizia giudiziaria, agente di polizia tributaria, agente di pubblica sicurezza nonché pubblico ufficiale.

## Distintivi di grado
I finanzieri semplici non hanno nessun distintivo di grado.

Controspallina di un finanziere semplice
Fregio da cappello rigido utilizzato dagli appartenenti al ruolo appuntati e finanzieri